# 山内敬太
山内 敬太（やまうち けいた、1985年5月23日 - ）は、愛知県名古屋市緑区出身の元プロ野球選手（外野手）。右投左打。プロでは育成選手であった。

## 来歴・人物
享栄高時代は、140km/h後半のストレートを持つ投手兼外野手として活躍、高校2年の夏、打者に転向して通算17本塁打を放った。
名城大学では2年から主軸を任され、愛知大学野球リーグでも10本塁打以上を記録。中日ドラゴンズの山内壮馬とチームを引っ張った。
2007年のドラフトで育成選手として広島東洋カープから指名される。
2010年10月3日に戦力外通告を受け、10月29日に自由契約選手公示がなされた。今後は、建設会社の社員となる予定。

## 詳細情報

### 年度別打撃成績
- 一軍公式戦出場なし

### 背番号
- 121 （2008年 - 2010年）